# Lista siturilor arheologice din județul Vâlcea - P
Lista siturilor arheologice din județul Vâlcea - P conține toate siturile arheologice din județul Vâlcea înscrise în Repertoriul Arheologic Național (RAN) și aflate în localități al căror nume începe cu litera P. RAN este administrat de Ministerul Culturii și Patrimoniului Național și cuprinde date științifice, cartografice, topografice, imagini și planuri, precum și orice alte informații privitoare la zonele cu potențial arheologic, studiate sau nu, încă existente sau dispărute.
Puteți căuta un sit din localitățile care încep cu litera P folosind formularul de mai jos sau puteți naviga prin toate siturile din județ la Lista siturilor arheologice din județul Vâlcea.
| Cod RAN                                   | Denumire | Localitate                                    | Adresă          | Datare        | Descoperit | Coordonate                                              | Imagine           | Erori            |
| ----------------------------------------- | --- | --------------------------------------------- | --------------- | ------------- | ---------- | ------------------------------------------------------- | ----------------- | ---------------- |
| 168416.01.01 (Cod LMI: VL-I-s-B-09560)    | Așezarea romană de la Pădurețu / ansamblu anonim (Categorie: locuire civilă) (Tip: Așezare)                                        | sat Pădurețu, oraș Băbeni                     |                 |               |            |                                                         | Încărcați imagine | Raportați eroare |
| 170890.01.01 (Cod LMI: VL-I-s-B-09561)    | Așezarea romană de la Părăușani / ansamblu anonim (Categorie: locuire civilă) (Tip: Așezare)                                       | sat Părăușani, comuna Livezi                  |                 |               |            |                                                         | Încărcați imagine | Raportați eroare |
| 167678.01.01 (Cod LMI: VL-I-m-B-09563.03) | Situl arheologic de la Prăjila / ansamblu anonim (Categorie: locuire civilă) (Tip: Așezare)                                        | oraș Prajila                                  |                 |               |            |                                                         | Încărcați imagine | Raportați eroare |
| 167678.01.02 (Cod LMI: VL-I-m-B-09563.02) | Situl arheologic de la Prăjila / ansamblu anonim (Categorie: locuire civilă) (Tip: Așezare)                                        | oraș Prajila                                  |                 |               |            |                                                         | Încărcați imagine | Raportați eroare |
| 167678.01.03 (Cod LMI: VL-I-m-B-09563.01) | Situl arheologic de la Prăjila / ansamblu anonim (Categorie: locuire civilă) (Tip: Așezare)                                        | oraș Prajila                                  |                 | geto-dacică   |            |                                                         | Încărcați imagine | Raportați eroare |
| 167954.01.01 (Cod LMI: VL-I-s-A-09562)    | Castrul roman Arutela de la Păușa - "Poiana Bivolari" / ansamblu Castrul roman Arutela (Categorie: locuire militară) (Tip: Castru) | localitate componentă Păușa, oraș Călimănești | Poiana Bivolari | sec. II - III |            | 45°16′36″N 24°18′43″E / 45.2766666667°N 24.3119444444°E | Încărcați imagine | Raportați eroare |
| 171735.01 (Cod LMI: VL-I-m-B-09554.02)    | Situl arheologic de la Nicolae Bălcescu - "Maidan - Hotar" / ansamblu anonim (Categorie: locuire civilă) (Tip: Așezare)            | sat Popești, comuna Nicolae Bălcescu          | Maidan - Hotar  |               |            |                                                         | Încărcați imagine | Raportați eroare |
| 171735.02 (Cod LMI: VL-I-m-B-09554.01)    | Situl arheologic de la Nicolae Bălcescu - "Maidan - Hotar" / ansamblu anonim (Categorie: locuire civilă) (Tip: Așezare)            | sat Popești, comuna Nicolae Bălcescu          | Maidan - Hotar  |               |            |                                                         | Încărcați imagine | Raportați eroare |